# Гакенрихтер
Гакенрихтер (от нем. Hakenrichter — сошный судья) — должность в Эстляндской губернии, которая соответствовала по статусу лифляндскому орднунгсрихтеру и была учреждена в XV веке.
Обязанности гакенрихтера были чисто полицейские и в основном касались дел по розыску беглых крепостных крестьян. Кроме того, он производил предварительные следствия сокращённым порядком.
Гакенрихтер имел право налагать на крестьян телесные наказания. Подчинялись гакенрихтеры непосредственно губернатору и губернскому правлению, куда и поступали жалобы на их решения. Отстранить его от должности могла лишь высшая в губернии судебная власть.
Гакенрихтеры избирались ландтагом на три года исключительно из среды матрикулированных дворян. Они выбирали сами своих помощников, «комиссаров».
Жалованья гакенрихтеры не получали.
Во времена польского владычества гакенрихтеры не встречаются, а при шведах они являются представителями земской полиции, в количестве четырёх человек. После присоединения Эстляндии к Российской империи число их возросло до одиннадцати.
После проведения в прибалтийских губерниях полицейской реформы, должность гакенрихтера была упразднена и заменена общими полицейскими учреждениями. Главные функции гакенрихтеров перешли к уездным начальникам.